# L'Arbresle
L'Arbresle és un municipi francès situat al departament del Roine i a la regió d'Alvèrnia-Roine-Alps. L'any 2007 tenia 5.994 habitants.

## Demografia

### Població
El 2007 la població de fet de L'Arbresle era de 5.994 persones. Hi havia 2.304 famílies de les quals 747 eren unipersonals (261 homes vivint sols i 486 dones vivint soles), 516 parelles sense fills, 782 parelles amb fills i 259 famílies monoparentals amb fills.
La població ha evolucionat segons el següent gràfic:
Habitants censats

### Habitatges
El 2007 hi havia 2.579 habitatges, 2.346 eren l'habitatge principal de la família, 24 eren segones residències i 209 estaven desocupats. 1.097 eren cases i 1.402 eren apartaments. Dels 2.346 habitatges principals, 1.088 estaven ocupats pels seus propietaris, 1.175 estaven llogats i ocupats pels llogaters i 83 estaven cedits a títol gratuït; 109 tenien una cambra, 261 en tenien dues, 536 en tenien tres, 659 en tenien quatre i 781 en tenien cinc o més. 1.401 habitatges disposaven pel capbaix d'una plaça de pàrquing. A 1.080 habitatges hi havia un automòbil i a 880 n'hi havia dos o més.

### Piràmide de població
La piràmide de població per edats i sexe el 2009 era:
| Homes | Edats   | Dones |
| ----- | ------- | ----- |
| 0     | 95 o +  | 12    |
| 4     | 90 a 94 | 40    |
| 20    | 85 a 89 | 60    |
| 28    | 80 a 84 | 76    |
| 72    | 75 a 79 | 108   |
| 40    | 70 a 74 | 116   |
| 92    | 65 a 69 | 128   |
| 112   | 60 a 64 | 108   |
| 100   | 55 a 59 | 124   |
| 176   | 50 a 54 | 188   |
| 148   | 45 a 49 | 208   |
| 196   | 40 a 44 | 184   |
| 256   | 35 a 39 | 264   |
| 252   | 30 a 34 | 264   |
| 193   | 25 a 29 | 208   |
| 206   | 20 a 24 | 152   |
| 197   | 15 a 19 | 208   |
| 232   | 10 a 14 | 208   |
| 256   | 5 a 9   | 212   |
| 212   | 0 a 4   | 152   |

## Economia
El 2007 la població en edat de treballar era de 3.807 persones, 2.881 eren actives i 926 eren inactives. De les 2.881 persones actives 2.636 estaven ocupades (1.351 homes i 1.285 dones) i 244 estaven aturades (112 homes i 132 dones). De les 926 persones inactives 219 estaven jubilades, 433 estaven estudiant i 274 estaven classificades com a «altres inactius».

### Ingressos
El 2009 a L'Arbresle hi havia 2.361 unitats fiscals que integraven 5.803 persones, la mediana anual d'ingressos fiscals per persona era de 18.361 €.

### Activitats econòmiques
Dels 430 establiments que hi havia el 2007, 8 eren d'empreses extractives, 10 d'empreses alimentàries, 3 d'empreses de fabricació de material elèctric, 12 d'empreses de fabricació d'altres productes industrials, 29 d'empreses de construcció, 115 d'empreses de comerç i reparació d'automòbils, 14 d'empreses de transport, 25 d'empreses d'hostatgeria i restauració, 8 d'empreses d'informació i comunicació, 21 d'empreses financeres, 17 d'empreses immobiliàries, 56 d'empreses de serveis, 81 d'entitats de l'administració pública i 31 d'empreses classificades com a «altres activitats de serveis».
Dels 109 establiments de servei als particulars que hi havia el 2009, 1 era una oficina d'administració d'Hisenda pública, 1 gendarmeria, 1 oficina de correu, 11 oficines bancàries, 2 funeràries, 8 tallers de reparació d'automòbils i de material agrícola, 1 taller d'inspecció tècnica de vehicles, 4 autoescoles, 5 paletes, 5 guixaires pintors, 7 fusteries, 4 lampisteries, 5 electricistes, 1 empresa de construcció, 10 perruqueries, 3 veterinaris, 7 agències de treball temporal, 17 restaurants, 7 agències immobiliàries, 4 tintoreries i 5 salons de bellesa.
Dels 55 establiments comercials que hi havia el 2009, 1 era un hipermercat, 1 un supermercat, 1 una gran superfície de material de bricolatge, 3 botiges de menys de 120 m², 6 fleques, 3 carnisseries, 2 llibreries, 16 botigues de roba, 4 botigues d'equipament de la llar, 4 sabateries, 2 botigues de mobles, 1 una botiga de material esportiu, 2 drogueries, 3 perfumeries, 2 joieries i 4 floristeries.
L'any 2000 a L'Arbresle hi havia 4 explotacions agrícoles.

## Equipaments sanitaris i escolars
El 2009 hi havia 1 hospital de tractaments de curta durada, 1 hospital de tractaments de mitja durada (seguiment i rehabilitació), 1 un hospital de tractaments de llarga durada, 3 psiquiàtrics, 3 farmàcies i 2 ambulàncies.
El 2009 hi havia 1 escola maternal i 3 escoles elementals. A L'Arbresle hi havia 2 col·legis d'educació secundària i 1 liceu tecnològic. Als col·legis d'educació secundària hi havia 1.219 alumnes i als liceus tecnològics 272.

## Poblacions més properes
El següent diagrama mostra les poblacions més properes.